# 托雷德内格里
托雷德内格里（義大利語：Torre de' Negri），是意大利帕维亚省的一个市镇。总面积4平方公里，人口348人，人口密度87.0人/平方公里（2009年）。国家统计（ISTAT）代码为018158。